# Менджи (Зугдидский муниципалитет)
Менджи (груз. მენჯი) — село в Грузии, на территории Зугдидского муниципалитета края (мхаре) Самегрело-Верхняя Сванетия.

## География
Село находится в западной части Грузии, на северо-восточном склоне горы Урта, на расстоянии приблизительно 12 километров (по прямой) к югу от города Зугдиди, административного центра муниципалитета.

## Население
По результатам официальной переписи населения 2014 года в Менджи проживало 77 человек (39 мужчин и 38 женщин). В национальной структуре населения грузины составляли 100 %.
| Год  | Население, человек |
| ---- | ------------------ |
| 2002 | 202                |
| 2014 | ↘ 77               |